# Charonites scheibeli
Charonites scheibeli Apfelbeck, 1919 è una specie di coleotteri appartenente alla famiglia Leiodidae e al genere Charonites.

## Descrizione
Differisce da tutte le specie conosciute dello stesso genere per l'ampio e largo pronoto, attraversato da un marcato solco longitudinale, che in rari casi può risultare anche solo accennato, che si attenua nei pressi degli angoli posteriori.

Più tozzo del Charonites matzenaueri, descritto sempre da Apfelbeck, con cui condivide la forma delle antenne, il Charonites scheibeli, che arriva a una lunghezza di 3 mm, mostra una testa e un pronoto più compatti, con un pronoto uniformemente punteggiato in tutte le sue parti tranne che sul disco, dove la punteggiatura risulta più densa, ristretto nel suo terzo anteriore e svasato in prossimità dei suoi angoli posteriori. Le elitre risultano comparabili a quelle delle altre specie del genere, solo un po' più tozze e con una punteggiatura un po' più densa.
La prima scoperta di questo coleottero è stata effettuata dall'entomologo austriaco Oskar Scheibel in una grotta vicino a Sarajevo, in Bosnia ed Erzegovina, nei primi anni del 1900. Scheibel però non riconobbe negli esemplari raccolti una nuova specie, cosa che invece fece un altro entomologo austriaco trapiantato in Bosnia, Viktor Apfelbeck, il quale, nel 1919, battezzò la nuova specie come Charonites scheibeli proprio in onore di Scheibel.